# شاریکس
شاریکس (به فرانسوی: Charix) یک کمون‌های فرانسه در فرانسه است که در canton of Nantua واقع شده‌است.

## خصوصیات
شاریکس ۱۸٫۲۷ کیلومترمربع مساحت و ۲۸۳ نفر جمعیت دارد و ۷۸۰ متر بالاتر از سطح دریا واقع شده‌است.